# Ienaga Akihiro
Ienaga Akihiro (Kiotó, 1986. június 13. –) japán válogatott labdarúgó.
A japán U20-as válogatott tagjaként részt vett a 2005-ös ifjúsági labdarúgó-világbajnokság.

## Statisztika
| Japán válogatott | Japán válogatott | Japán válogatott |
| Időszak          | Mérk.            | gól              |
| ---------------- | ---------------- | ---------------- |
| 2007             | 1                | 0                |
| 2008             | 0                | 0                |
| 2009             | 0                | 0                |
| 2010             | 0                | 0                |
| 2011             | 2                | 0                |
| Összesen         | 3                | 0                |